# Al-Butajmat
Al-Butajmat (arab. ‏البطيمات‎) – nieistniejąca już arabska wieś, która była położona w Dystrykcie Hajfy w Mandacie Palestyny. Została wyludniona i zniszczona podczas wojny domowej w Mandacie Palestyny, po ataku żydowskiej Hagany w dniu 1 maja 1948 roku.

## Położenie
Al-Butajmat leżała w południowej części płaskowyżu Manassesa. Wieś była położona na wysokości 200 metrów n.p.m., w odległości 31 kilometrów na południowy wschód od miasta Hajfa. Według danych z 1945 do wsi należały ziemie o powierzchni 855,7 ha. We wsi mieszkało wówczas 110 osób.
| własność gruntów | powierzchnia gruntów (hektary) |
| ---------------- | ------------------------------ |
| Arabowie         | 383,2                          |
| Żydzi            | 472,4                          |
| publiczne        | 0,1                            |
| Razem            | 855,7                          |

| Rodzaj użytkowanych gruntów | Arabowie (hektary) | Żydzi (hektary) |
| --------------------------- | ------------------ | --------------- |
| uprawy nawadniane           | 0,8                | 0,1             |
| uprawy zbóż                 | 250,8              | 472,2           |
| uprawy oliwek               | 11,3               | -               |
| zabudowane                  | 0,4                | 0,1             |
| nieużytki                   | 131,3              | -               |

## Historia
W okresie panowania Brytyjczyków al-Butajmat była niewielką wsią, której mieszkańcy utrzymywali się z upraw zbóż. We wsi znajdował się także jeden meczet. W latach 30. XX wieku okoliczne ziemie zaczęły wykupywać żydowskie organizacje syjonistyczne. Dzięki temu w 1945 roku na zachód od wsi powstał żydowski kibuc Even Icchak (później jego nazwę zmieniono na Galed).

Przyjęta 29 listopada 1947 roku Rezolucja Zgromadzenia Ogólnego ONZ nr 181 przyznała te tereny państwu żydowskiemu. Podczas wojny domowej w Mandacie Palestyny, działacz syjonistyczny Josef Weitz w styczniu 1948 roku wezwał do usunięcia mieszkańców z arabskich wiosek Dalijat ar-Rauha i al-Butajmat. W dniu 1 marca 1948 roku wieś Dalijat ar-Rauha zajęły siły żydowskiej Hagany. wieś al-Butajmat zaatakował natomiast oddział Irgunu. W dniu 4 kwietnia 1948 roku przeważające siły Arabskiej Armii Wyzwoleńczej dowodzone przez Fauziego al-Kawukdżiego rozpoczęły oblężenie położonego na północnym wschodzie kibucu Miszmar ha-Emek. Po pięciu dniach walk, żydowskie siły Palmach zdołały przeprowadzić kontratak z rejonu kibucu En ha-Szofet. W kolejnych dniach wysiedlono i zniszczono okoliczne wsie arabskie, wypierając siły arabskie w kierunku Dżaninu. W dniu 1 maja 1948 roku siły Hagany zajęły wieś al-Butajmat. Wysiedlono wszystkich jej mieszkańców, a następnie wyburzono jej domy.

## Miejsce obecnie
Teren wioski al-Butajmat pozostaje opuszczony, jednak jej pola uprawne zajął sąsiedni kibuc Galed. Palestyński historyk Walid Chalidi, tak opisał pozostałości wioski al-Butajmat: „Teren jest ogrodzony, porośnięty trawą i kaktusami. Poza rozsianymi po całym terenie cegłami brak jakichkolwiek śladów domów”.